# إيليور
مملكة إيليور (بالدنماركية: Elleore) هي دولة مجهرية تبسط سيطرتها على جزيرة صغيرة في مضيق روسكيلدا، تقع في جزيرة زيلاند التابعة للدنمارك على بعد 30 كيلومترا عن العاصمة كوبنهاغن.

## التاريخ
عام 1907، تم تصوير فيلم مطاردة الأسد على الجزيرة.
عام 1944، وأثناء احتلال ألمانيا للدنمارك، قام مجموعة من مدرسي كوبنهاغن بشراء الجزيرة لإقامة معسكر عطلة هناك. لكنهم بعد انقضاء العطلة، أعلنوا استقلال الجزيرة وتحويلها إلى مملكة، وهي محاكاة ساخرة للحكومة والتقاليد الملكية في الدنمارك.
وعلى مدى بضعة عقود، أنشأ الإيليوريون العديد من التقاليد الفريدة، فتم حظر رواية روبنسون كروزو واستخدام توقيت زمني خاص بإيليور، حيث يتأخر عن توقيت الدنمارك بـ 12 دقيقة. كما تم تقسيم الجزيرة إلى عشرات المناطق، لا تتجاوز مساحتها أحيانا بعض الأمتار، وهذا، حتى تطلق على المواطنين الراغبين في حمل السوابق التشريفية خاصتها.

## العيد الوطني
لا تكون المملكة في انعقاد إلا لأسبوع واحد في السنة في العاصمة ماوليليلي (بالدنماركية: Maglelille)، وهو الأسبوع الذي خلاله يعقد الاجتماع السنوي الذي يحضره العشرات من مواطنيها، يسمى الأسبوع بـ Elleuge ويعني حرفيا «أسبوعها» بالدنماركية وهي ذكرى قضاء المدرسين الكوبنهاغيين لعطلتهم في أغسطس 1944.

## الملوك
تعاقب على المملكة ستة ملوك منذ إنشائها، وهم:
- إريك الأول (بالدنماركية: Erik I) (1945–1949)
- ليو الأول (بالدنماركية: Leo I den Lille) (1949–1960)
- العظيم إريك الثاني (بالدنماركية: Erik II den Storartede) (1961–1972)
- المحبوب ليو الثاني (بالدنماركية: Leo II den Folkekære) (1972–1983)
- الفاضلة ليودورا (بالدنماركية: Leodora den Dydige) (1983–2003)
- ليو الثالث (بالدنماركية: Leo III) (2003–)

## الثقافة
في مارس 2015، قام المغني الفرنسي دومينيك آني بتسمية ألبومه الجديد بـ Éléor وهو تحريف إملائي لاسم المملكة Elleore، وصرح أنه استوحى عنوان الألبوم من اسم الدولة رغم أنه لم يزرها قط.

## طالع أيضًا
- دولة مجهرية

## وصلات خارجية
الموقع الرسمي لمملكة إيليور